# Cindy Billaud
Cindy Billaud (ur. 11 marca 1986) – francuska lekkoatletka specjalizująca się w biegach płotkarskich.
Półfinalistka mistrzostw świata juniorów w Grosseto (2004). Rok później stanęła na najniższym stopniu podium juniorskich mistrzostw Europy w Kownie. Docierała do półfinałów młodzieżowych mistrzostw Europy (2007) i halowych mistrzostw świata (2008). W 2009 zajęła 7. miejsce podczas halowych mistrzostw Starego Kontynentu w Turynie. Siódma zawodniczka mistrzostw świata w Moskwie (2013). W marcu 2014 zajęła 4. miejsce na halowych mistrzostwach świata w Sopocie oraz zdobyła srebrny medal mistrzostw Europy w Zurychu. Na kolejnych mistrzostwach w Amsterdamie Francuzka wystąpiła w finale, zajmując w nim 7. miejsce.
Złota medalistka mistrzostw Francji i reprezentantka kraju w drużynowym czempionacie Europy i w meczach międzypaństwowych.

## Osiągnięcia
| Rok  | Impreza                                 | Miejsce        | Konkurencja                     | Lokata     | Wynik |
| ---- | --------------------------------------- | -------------- | ------------------------------- | ---------- | ----- |
| 2004 | Mistrzostwa świata juniorów             | Grosseto       | bieg na 100 metrów przez płotki | półfinał   | 13,83 |
| 2005 | Mistrzostwa Europy juniorów             | Kowno          | bieg na 100 metrów przez płotki | 3. miejsce | 13,65 |
| 2007 | Młodzieżowe mistrzostwa Europy          | Debreczyn      | bieg na 100 metrów przez płotki | półfinał   | 13,60 |
| 2008 | Halowe mistrzostwa świata               | Walencja       | bieg na 60 metrów przez płotki  | półfinał   | 8,19  |
| 2009 | Halowe mistrzostwa Europy               | Turyn          | bieg na 60 metrów przez płotki  | 7. miejsce | 8,19  |
| 2009 | Mistrzostwa świata                      | Berlin         | bieg na 100 metrów przez płotki | półfinał   | 13,20 |
| 2010 | Superliga drużynowych mistrzostw Europy | Bergen         | bieg na 100 metrów przez płotki | 7. miejsce | 13,14 |
| 2011 | Mistrzostwa świata                      | Daegu          | bieg na 100 metrów przez płotki | eliminacje | 13,50 |
| 2013 | Mistrzostwa świata                      | Moskwa         | bieg na 100 metrów przez płotki | 7. miejsce | 12,84 |
| 2014 | Halowe mistrzostwa świata               | Sopot          | bieg na 60 metrów przez płotki  | 4. miejsce | 7,89  |
| 2014 | Mistrzostwa Europy                      | Zurych         | bieg na 100 metrów przez płotki | 2. miejsce | 12,79 |
| 2015 | Superliga drużynowych mistrzostw Europy | Czeboksary     | bieg na 100 metrów przez płotki | 5. miejsce | 13,06 |
| 2015 | Mistrzostwa świata                      | Pekin          | bieg na 100 metrów przez płotki | eliminacje | 13,23 |
| 2016 | Mistrzostwa Europy                      | Amsterdam      | bieg na 100 metrów przez płotki | 7. miejsce | 13,29 |
| 2016 | Igrzyska olimpijskie                    | Rio de Janeiro | bieg na 100 metrów przez płotki | półfinał   | 13,03 |

## Rekordy życiowe
- bieg na 60 metrów przez płotki (hala) – 7,87 (2014)
- bieg na 100 metrów przez płotki – 12,56 (2014) były rekord Francji